# Heliofísica
L'heliofísica és una ciència ambiental, que es desenvolupa a camí de la meteorologia i l'astrofísica. Comprèn un conjunt de dades i paradigmes específics de plasmes magnetitzats i neutres a l'heliosfera que interaccionen entre ells i amb els cossos que graviten i les seves atmosferes,
és a dir, l'estudi del sistema compost per l'heliosfera solar i els objectes que interaccionen amb ella—principalment, però no exclusivament, les atmosferes planetàries, la corona solar i el medi interestel·lar. L'heliofísica, combina altres disciplines, incloent-hi algunes branques de la física espacial, la física del plasma i la Física solar. Està íntimament relacionada amb l'estudi del temps meteorològic espacial i els fenòmens que l'afecten.
L'Heliofísica és una de les quatre divisions de la direcció de missions científiques de la Nasa (ciència planetària, Ciència terrestre, Heliofísica i Astrofísica. La paraula s'utilitza per simplificar el nom de la divisió del Sistema de connexions solars del Sol i de l'anterior divisió de connexions Terra-Sol). La paraula no deixa de ser controvertida, ja que “Helio” significa sol, i per tant, no descriu adequadament la majoria dels propòsits de la ciència 
L'ús de la paraula heliofísica s'aplicà a l'any internacional de l'heliofísica el 2007-2008.